# Lanterne des morts de Pranzac
La lanterne des morts de Pranzac est une lanterne des morts, c'est-à-dire une tour surmontée d'un pavillon ajouré dans lequel on hissait, au crépuscule, une lampe allumée, supposée servir de guide aux défunts, et elle est située à Pranzac, en France.

## Description
Le monument est une lanterne des morts de style roman datée du XIIe siècle.
La lanterne des morts de Pranzac repose sur un soubassement de gradins.
C'est une colonne évidée de près de sept mètres de hauteur, sur base à tore épais surmonté d'un tore mince, percée en bas d'une ouverture carrée pour accéder au fanal et dans le haut de petites fenêtres donnant passage à la lumière. Elle est chapeautée d'un clocheton conique surmonté d'une croix.

## Localisation
Le monument est situé dans le département français de la Charente, sur une place publique au centre du bourg de Pranzac qui est à l'emplacement de l'ancien cimetière de la commune.

## Historique
Cette lanterne des morts date de la fin du XIIe siècle. Les lanternes des morts sont réputées avoir un rôle religieux en attestant de l'immortalité de l'âme et appelant à prier pour les défunts.
Cette lanterne des morts a été classée au titre des monuments historiques le 1er juillet 1905.

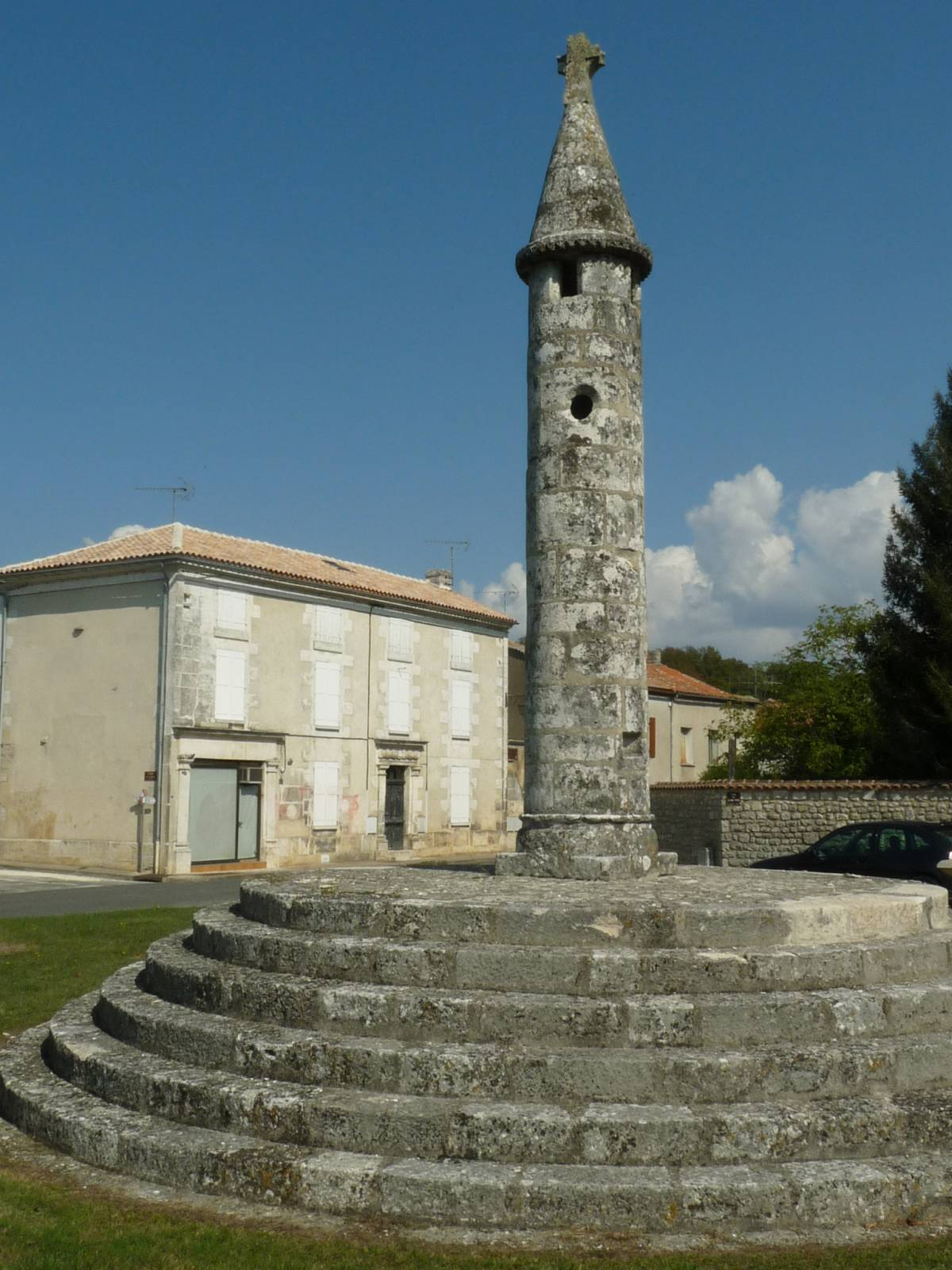
Autre face de la lanterne des morts.
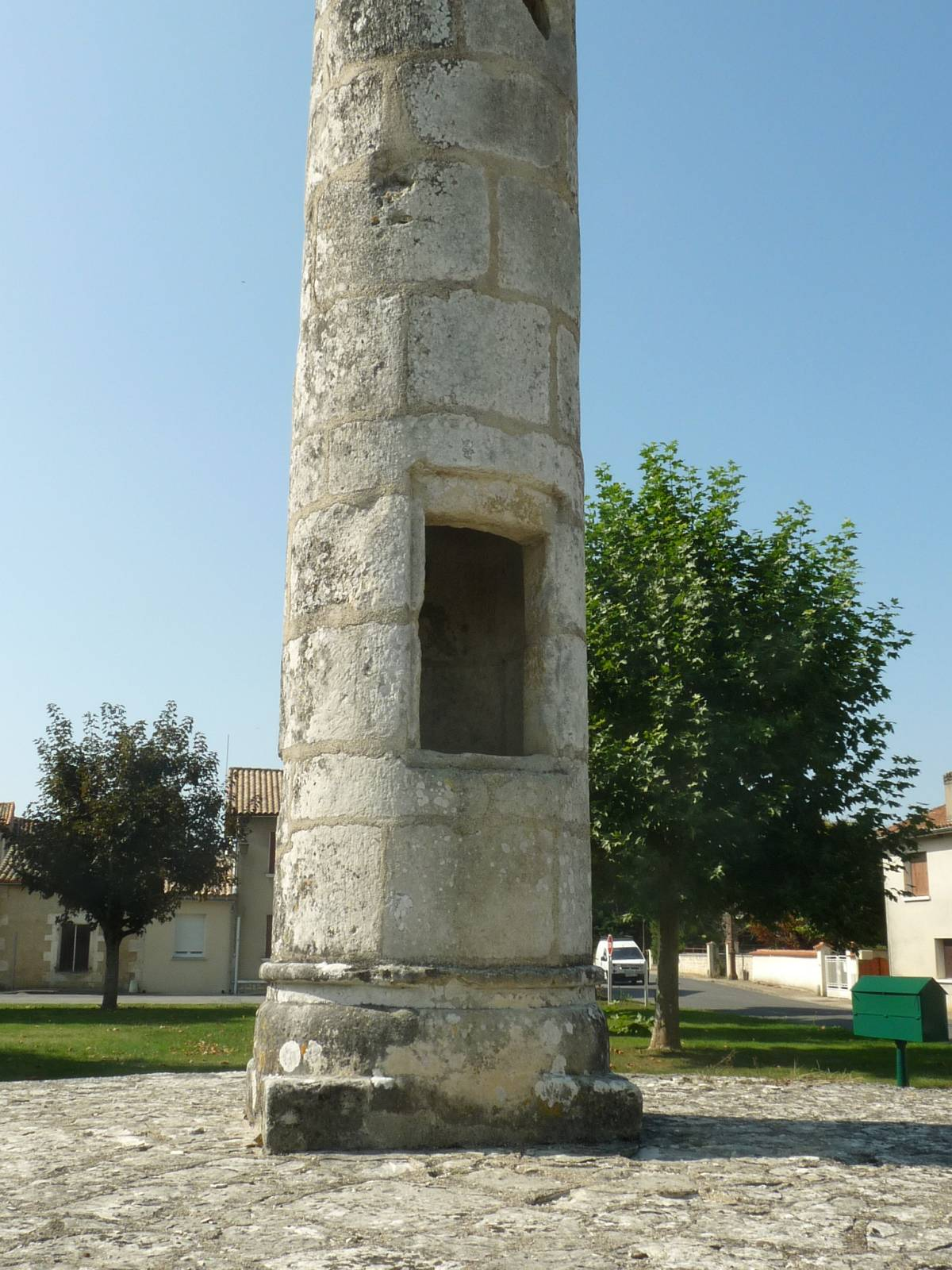
Base de la colonne avec son ouverture.